# 135 (число)
Вижте пояснителната страница за други значения на 135.
135 (сто тридесет и пет) е естествено, цяло число, следващо 134 и предхождащо 136.
Сто тридесет и пет с арабски цифри се записва „135“, а с римски цифри – „CXXXV“. Числото 135 е съставено от три цифри от позиционните бройни системи – 1 (едно), 3 (три), 5 (пет).

## Общи сведения
- 135 е нечетно число.
- 135-ият ден от годината е 15 май.
- 135 е година от Новата ера.

## Любопитни факти
- Виенското колело „Лондонско око“ е с височина 135 m.